# F. 게리 그레이
필릭스 게리 그레이(Felix Gary Gray, 1969년 7월 17일 ~ )은 미국의 영화 감독, 영화 프로듀서, 뮤직비디오 감독이다.

## 작품 목록

### 영화
- 프라이데이 (1995)
- 셋 잇 오프 (1996)
- 네고시에이터 (1998)
- 이탈리안 잡 (2003)
- 디아블로 (2003)
- 쿨! (2005)
- 모범시민 (2009)
- 스트레이트 아웃 오브 컴턴 (2015)
- 분노의 질주: 더 익스트림 (2017)
- 맨 인 블랙: 인터내셔널 (2019)
- 리프트: 비행기를 털어라 (2024)